# CR餃子の王将
CR餃子の王将（シーアールぎょうざのおうしょう）は、2009年10月より豊丸産業から発売されたパチンコ。
王将フードサービスの主力店舗・「餃子の王将」のタイアップ機種。「たんパチ」という短時間で遊べるパチンコを売りにしている。「玉の動きを楽しむ」というパチンコ本来の遊技を具現化したセンター可動役物や、ドットデジタルをはじめとする「餃子の王将」というものを的確に表現した演出が特徴。短い開放を繰り返して出玉を得るスペックではあるが､一度の当選で予定数まで払い出しが確実に得られることもあり2019年現在の分類では一発台として評価されている｡
しかしながら本機器の枠と役物の仕組みを付いた攻略法が発覚したことにより本機器の寿命は比較的短命となってしまった｡
2013年には役物が大幅にリニューアルされたCR餃子の王将2が登場､更に2016年にはCR餃子の王将3が登場した｡

## 遊技方法
1. 餃子の王将ロゴの上にある飛び込み口に遊技球を入れると、センター可動役物に遊技球が送り込まれる。
2. センター可動役物を抜けて手前の穴に遊技球が入ると、その下の左始動口（スタートチャッカー、賞球3個）に送り込まれる。ルートは手前ルートと奥ルートに分かれており、手前ルートの方がセンター可動役物を通過しやすくなっている。役物の通過に失敗すると、遊技球はOUT穴（賞球ナシ）に送り込まれ、ハズレとなる。
3. 始動口に入賞すると、盤面中央のドットデジタルが変動を開始する。
4. ドットデジタルは2ケタとなっており、左右どちらかに「3」または「7」が停止するとリーチとなる。「3」揃いまたは「7」揃いで大当たり。
5. 大当たりになったら右打ちに切り替える。すると、以下の手順の繰り返しで出玉が増える。また、一般電役ではないので、「パンクして大当たりが終了」ということはない。
  1. 盤面右の通過ゲート（スルーチャッカー、賞球ナシ）に遊技球が通過すると、普通図柄が変動を開始する。
  2. 普通図柄の開放抽選に当選（小当たり）すると、スルーチャッカー下の普通電動役物（「招」と書かれた電動チューリップ）が開放する。
  3. 普通電動役物内の右始動口（賞球3個）に遊技球が入賞すると、特別図柄が変動を開始する。
  4. 特別図柄の開放抽選に当選（大当たり）すると、盤面下部にある特別電動役物（「喜」と書かれた電動チューリップ）が開放する。
  5. 特別電動役物は2つあるが、1ラウンドは下の方（賞球15個）が開放し、2ラウンドは上の方（賞球13個）が開放する。
6. リミットに到達し、連荘最後の通常大当たりが終了すると、1回転の「おかわりタイム」（時短[1]）に突入するので、右打ちを続ける。この間に右始動口の保留を貯めることで大当たりの引き戻しが期待できる。
7. おかわりタイムで大当たりを引いたら右打ちを続ける（「5.」に戻る）。大当たりを引くことなく終了したら、通常の左打ちに戻す（「1.」に戻る）。

## 演出

### 予告

#### 変動開始時
押しボタン予告
ドットデジタルに押しボタンマークが出現し、ボタンを押した際に表示される内容により信頼度が変化する。「メニュー」は餃子などのメニューが表示され、信頼度がアップする。「信頼度」は信頼度がパーセンテージで表示される。「ロゴ」は「王将」のロゴが表示され激アツ（大当たり確定）。
王将CMステップアップ予告
餃子の王将のCMの名ゼリフがステップアップ方式でドットデジタルに流れる。「食は喜び…」のSTEP1から始まり、「食は温もり…」のSTEP2でリーチが確定。「食は力…」のSTEP3で信頼度がアップし、「食萬里超越」のSTEP4でSPリーチ（スーパーリーチ）が確定する。
トラックボール予告
ドットデジタルに押しボタンマークが出現する。トラックボールを回すとドットデジタルに客が出現し、客の人数によって信頼度が変化する。

#### 高速変動中
餃子の王将予告
ドットデジタル左に「餃」、「子」、「の」、「王」、「将」と文字が流れ、リーチが確定する。

#### リーチ開始時
カットイン予告
ドットデジタルに女の子の店員が表示され、信頼度がアップする。「小」と「大」の2種類あり、「大」は信頼度が大幅にアップする。
テンパイロゴ予告
ドットデジタルにロゴが表示され、信頼度がアップする。「王将」、「OHSHO」、「豚天」の3種類あり、「豚天」は激アツ。
群予告
ドットデジタルに餃子の群れが通過し、信頼度が大幅にアップする。
餃子ランプ予告
ドットデジタル左下にある餃子ランプが光ると激アツの一発告知。

#### SPリーチ発展時
王将ランプ予告
盤面左右にある「王将」ランプの色が信頼度を告知する。「青」、「黄」、「緑」、「赤」、「虹」の5種類あり、「青」が一番信頼度が低い。「虹」は激アツ。

#### SPリーチ中
SPボタン予告
ドットデジタルに押しボタンマークが出現し、ボタンを押した際に表示される内容により信頼度が変化する。「女の子」と「餃子群」の2種類あり、「餃子群」は激アツ。

### リーチ
リーチは全てドットデジタルで展開される。
ノーマルリーチ
ただ図柄が流れるだけの、信頼度がかなり低いリーチ。
ノーマルロングリーチ
女の子の店員がお祈りする、信頼度が低いロングリーチ。
千切りリーチ
料理人が図柄を千切りにしていく、比較的信頼度が低いSPリーチ。
卵割りリーチ
割れた卵から図柄が出現する、比較的信頼度が低いSPリーチ。
麺伸ばしリーチ
料理人が面を伸ばしていく、比較的信頼度が低いSPリーチ。
破壊リーチ
玉が図柄に当たって進んでいくSPリーチ。
稲妻リーチ
稲妻が図柄を砕いていく、信頼度が低いSPリーチ。
炎リーチ
炎が図柄を包み込んでいく、比較的信頼度が高いSPリーチ。
スクロールリーチ
図柄がスクロールしていく、信頼度が低いSPリーチ。
追っかけスクロールリーチ
左右図柄が上下に移動していく、比較的信頼度が低いSPリーチ。
コマ送りスクロールリーチ
左右どちらかに「3」か「7」が停止した状態で、もう一つの図柄が半コマずつ進んでいくSPリーチ。
蒸し物リーチ
料理人が鍋で蒸し料理をするSPリーチ。
揚げ物リーチ
中華鍋で図柄を揚げる、比較的信頼度が低いSPリーチ。
炒め物リーチ
中華鍋で図柄を炒める、比較的信頼度が高いSPリーチ。
運びリーチ
女の子の店員が両手のお盆にお椀を沢山持って登場するSPリーチ。
注文リーチ
女の子の店員が注文の図柄を運ぶ、比較的信頼度が高いSPリーチ。
餃子キャッチリーチ
女の子の店員が飛んでくる餃子と大当たり図柄をキャッチする、信頼度が高いSPリーチ。
CMリーチ
餃子の王将のCMが展開される、信頼度がかなり高いSPリーチ。
全回転リーチ
図柄が揃った状態で変動しながら餃子の王将の歴史が展開される、激アツのSPリーチ。

## スペック

### CR 餃子の王将M2
- 大当たり（特別電動役物の開放）
  - （低確率）：1/23
  - （高確率）：1/5
- 小当たり（普通電動役物の開放）
  - （低確率）：（不明）
  - （高確率）：（不明）
- 賞球数：15（1ラウンド用の下大入賞口） & 13（2ラウンド用の上大入賞口） & 10（普通入賞口） & 3（中央始動口、右始動口）
- ラウンド（大当たり1回あたりの、特別電動役物の開放回数）：2ラウンド
- カウント（特別電動役物の開放1回あたりの、概ねの入賞個数）：2カウント
- 大当たりの確変割合：100/100（100%）
- リミット：55
- 時短（小当たりのみ高確率状態）：通常大当たり終了後1回転
- 時短中の大当たり引き戻し期待値：最大約23.41%

### CR 餃子の王将X
- 大当たり
  - （低確率）：1/27
  - （高確率）：1/5
- 小当たり
  - （低確率）：（不明）
  - （高確率）：（不明）
- 賞球数：15（1ラウンド用の下大入賞口） & 13（2ラウンド用の上大入賞口） & 10（普通入賞口） & 3（中央始動口、右始動口）
- ラウンド：2ラウンド
- カウント：2カウント
- 大当たりの確変割合：100/100（100%）
- リミット：70
- 時短（小当たりのみ高確率状態）：通常大当たり終了後1回転
- 時短中の大当たり引き戻し期待値：最大約20.26%

### CR 餃子の王将F2
- 大当たり
  - （低確率）：1/19
  - （高確率）：1/5
- 小当たり
  - （低確率）：（不明）
  - （高確率）：（不明）
- 賞球数：15（1ラウンド用の下大入賞口） & 13（2ラウンド用の上大入賞口） & 10（普通入賞口） & 3（中央始動口、右始動口）
- ラウンド：2ラウンド
- カウント：2カウント
- 大当たりの確変割合：100/100（100%）
- リミット：45
- 時短（小当たりのみ高確率状態）：通常大当たり終了後1回転
- 時短中の大当たり引き戻し期待値：最大約27.7%

### 攻略法の発覚とその後について
本機器はセンター役物を通り始動口へと玉が向かう仕様かつ役物で手前のルートを通ると始動口に入賞しやすいといったフローであり､台のネカセが非常に大きな影響を与えていた｡そのため､下皿に玉を極端に詰め込む､下皿部分に体重を掛けてネカセを一時的に手前に向かせるといった行為が発生｡枠の構造自体がネカセへの影響度を考慮して作成されていなかったこともあり単純ではあるが非常に大きな効果のある攻略法が発覚した｡
なおかつステージ内も多数のプラスチック製の釘を抜けるといった仕様であり､油玉やクリーム玉といったゴト行為も極めて大きな効果がであることが判明｡2009年当時では一発台というスペック自体が一般受けし辛いものであったこともあり早期撤去の憂き目を見ることとなってしまった｡
その後販売されたCR餃子の王将2以降の機種に関しては台枠自体が別変更され､かつ役物自体がネカセに左右されづらい構造へ変更されている｡